# Chiney Ogwumike
Chinenye "Chiney" Ogwumike (nacida el 21 de marzo de 1992 en Tomball, Texas) es una baloncestista con doble nacionalidad, nigeriana y estadounidense, que juega actualmente para el Los Angeles Sparks.  Mide 1,93 y juega en la posición de ala-pívot. Asistió al Cypress Fairbanks High School en Cypress, Texas, ganando el campeonato estatal de 5A en su año sophomore y senior. Jugó además dos Final Fours con la Universidad de Stanford. Tiene el récord de mayor cantidad de rebotes en la historia del baloncesto femenino de Stanford y de la Pacific-12 Conference.

## Carrera

### High School
Ogwumike fue nombrada WBCA y McDonalds All-American. Participó en el partido WBCA High School All-America de 2010, donde anotó 24 puntos, y se ganó los honores de MVP para el equipo blanco.

### Universidad
Ogwumike eligió Stanford sobre Connecticut y Notre Dame, uniéndose a su hermana Nneka.

#### Estadísticas
| Año     | Equipo   | PJ | PT | MPP  | %TC  | %3P  | %TL  | RPP  | APP | ROB | TPP | BP | PPP  |
| ------- | -------- | -- | -- | ---- | ---- | ---- | ---- | ---- | --- | --- | --- | -- | ---- |
| 2010–11 | Stanford | 35 | 35 | 23.6 | .574 | .000 | .626 | 8.0  | .9  | 1.5 | .8  | 67 | 11.7 |
| 2011–12 | Stanford | 37 | 37 | 28.5 | .583 | .000 | .663 | 10.1 | 1.4 | .8  | 1.2 | 66 | 15.0 |
| 2012–13 | Stanford | 36 | 36 | 34.4 | .586 | .250 | .776 | 12.9 | 1.5 | 1.4 | 1.7 | 80 | 22.4 |

### WNBA
Chiney fue elegida en la primera posición del draft de la WNBA de 2014 por Connecticut Sun.

## Selección nacional
Ogwumike fue nombrado al equipo de Baloncesto de USA U18. El equipo de USA fue uno de los ocho equipos de Norte, Centro y Sur América, así como el Caribe, invitados a participar en el Campeonato FIBA Américas U18 Femenino 2010, que se celebró en el Centro de Entrenamiento Olímpico de USA, en Colorado Springs, Colorado. El equipo fue dirigido por Jennifer Rizzotti. Ogwumike titular en los cinco partidos y fue la máxima anotadora con 13.2 puntos por partido. También fue la máxima reboteadora con 7.4 rebotes por partido. El equipo de USA ganó los cinco partidos y ganó la medalla de oro.
La secuencia habitual es que las jugadoras del equipo Sub-18 para moverse al equipo Sub-19. Sin embargo. Ogwumike jugó tan bien en el equipo U18 que fue promovido al equipo de Juegos Mundiales Universitarios de 2011, celebrada en Shenzhen, China. Chiney no fue la única Ogwumike en el equipo porque su hermana, Nneka Ogwumike también estaba en el equipo. Ambas comenzaron todos los partidos, con Chiney anotando casi diez puntos por partido. Ella anotó 25 de 37 intentos de tiro de campos de un equipo líder en porcentaje de tiros con 67.6%. Ella ayudó a USA a ganar los seis partidos y ganar la medalla de oro.

## Premios y honores
- Jugadora del Año de la Pac-12 (2014)
- Jugadora Defensiva del Año de la Pac-12 (2014)
- Jugadora del Año de la Pac-12 (2013)
- Jugadora Defensiva del Año de la Pac-12 (2013)
- Mejor Equipo de la Pacific-10 Conference (2011).
- Mejor Equipo Defensivo de la Pac-10 (2011).
- Mejor Equipo del Torneo de la Pac-10 (2011).
- Freshman del Año de la Pac-10 (2011).
- Mejor Equipo All-American ESPNW (2014)[9]
- Mejor Equipo All-American USBWA (2014)[10]
- Premio John R. Wooden (2014)